# .es
.es is het achtervoegsel van Spaanse domeinnamen. .es-domeinnamen worden uitgegeven door het Spaanse Network Information Center (ESNIC), dat verantwoordelijk is voor het top level domain 'es'.